# Distretto di Luc'k
Il distretto di Luc'k (in ucraino Луцький район?, Luc'kyj rajon) è un distretto nell'oblast' di Volinia in Ucraina. Il suo centro amministrativo è la città di Luc'k. Ha una popolazione di 455 439 abitanti.
Il 18 luglio 2020, come parte della riforma amministrativa dell'Ucraina, il numero di distretti dell'oblast di Volinia è stato ridotto a quattro e l'area del distretto di Luc'k è stata notevolmente ampliata.